# Federación Viguesa de Peñas Recreativas El Olivo
La Federación Viguesa de Peñas Recreativas El Olivo fue un club de fútbol femenino de España con sede en la ciudad de Vigo de la provincia de Pontevedra. Fue fundado en 1991, llegando a ser el primer equipo femenino vigués en jugar en Primera División de España. El 14 de agosto de 2018, el equipo desaparece luego de 27 años de historia, debido una crisis institucional y financiera.

## Historia

### Inicios y llegada a Primera
La Federación Viguesa de Peñas Recreativas El Olivo es una entidad social y deportiva sin ánimo de lucro de la ciudad de Vigo, fundada en 1983, que está compuesta por 60 peñas de la ciudad y la comarca viguesa, con unos 3.500 socios. La entidad organiza varios trofeos de juegos de mesa, petanca y chave, así como algunos actos benéficos. Su sección deportiva fue fundada en 1991, y entre los diferentes equipos de fútbol y fútbol sala que tiene, el más notable de todo es el equipo sénior de fútbol femenino.
En 2011 logró por primera vez el ascenso a la Primera División Femenina, tras ganar la promoción en mayo de 2011 tras encabezar el Grupo 1 de la Primera Nacional y superar al Tacuense y al Girona en los playoffs. Siendo el primer equipo de Galicia en disputar la máxima categoría del fútbol femenina nacional. Sin embargo, el equipo viguéz sería descendido en mayo de 2012 tras solo una temporada en la Superliga, quedando penúltimo en la tabla de posiciones.

### Vuelta a Segunda
Tras su vuelta a Segunda División, El Olivo permaneció por cinco temporadas en la segunda categoría, en cuyo periodo las jugadoras consiguieron cosechar 3 títulos, pero sin conseguir volver ascender por medio de los Play-Offs.
En 2017, el equipo finalizaría en la onceaba posición en la tabla de posiciones del Grupo I, quedando fuera de posiciones de descenso, esto en un contexto donde diversas jugadoras en bloque tras la salida de diversas jugadoras de la institución vigueza. Desafortunadamente, el Comité de Competición falló en contra del club vigués por alineación indebida de una exjugadora, Jessica Bedoya, durante toda la temporada 2016-17.

### Desaparición y etapa oscura en Galicia
A partir de esta polémica producto del descenso, la sección femenina cayó en una profunda crisis a nivel social y económico debido a la gestión de la directiva, desencadenando en problemas con las jugadoras producto de deficiencias en las condiciones laborales. A raíz de estos problemas, el 14 de agosto de 2018 el equipo femenino desapareció.
Esta problemática se repetiría posteriormente con clubes de Galicia, como el Erizana, el Atlántida de Matamá y el C. D. Valladares, que de igual forma sufrirían una gran salida de jugadoras debido a las precarias condiciones laborales y la falta de valoración por parte de las directivas, llevando a los clubes a descender e inclusive desaparecer, llevando a la etapa más negra del fútbol femenino gallego.

## Trayectoria
| Temporada | División             | Posición |
| --------- | -------------------- | -------- |
| 2005-06   | 2ª División Grupo II | 4.º      |
| 2006-07   | 2ª División Grupo II | 2.º      |
| 2007-08   | 2ª División Grupo II | 1.º      |
| 2008-09   | 2ª División Grupo II | 3.º      |
| 2009-10   | 2ª División Grupo II | 2.º      |
| 2010-11   | 2ª División Grupo II | 1.º      |
| 2011-12   | 1ª División          | 17.º     |
| 2012-13   | 2ª División Grupo II | 10.º     |
| 2013-14   | 2ª División Grupo II | 1.º      |
| 2014-15   | 2ª División Grupo II | 1.º      |
| 2015-16   | 2ª División Grupo II | 1.º      |
| 2016-17   | 2ª División Grupo II | 11.º     |
| 2017/18   | 1ª Regional          | 3.º      |

### Palmarés
| Competición nacional         | Títulos (5)                   | Subcampeonatos (1) |
| ---------------------------- | ----------------------------- | ------------------ |
| Segunda División Grupo (5/1) | 2008, 2011, 2014, 2015, 2016. | 2010.              |